# Hôtel Chabot
L'hôtel Chabot est un hôtel particulier situé à Moulins (France).

## Localisation
L'hôtel est situé sur la commune de Moulins, dans le département de l'Allier, en région Auvergne-Rhône-Alpes, au 37, rue de Bourgogne, dans la partie de cette rue proche des cours.

## Description
Hôtel évoquant le XVIIIe siècle par son plan et son décor, l'édifice constitue l'un des plus beaux exemples d'habitation moulinoise construite à la fin de l'Ancien Régime dans la tradition et les formes de ce siècle. L'hôtel est précédé d'une cour ouvrant sur rue par un portail et encadrée par les communs, tandis que la façade opposée, du côté parc, est précédée d'une terrasse surélevée. Façades au décor en losanges de briques rouges et brunes et en grès. Chacun des pavillons présente sur cour un large portail en plein cintre (remise et écurie). Entre ces pavillons et l'habitation s'insèrent deux petits bâtiments allongés dont les murs de brique sont reliés à chacun de ces angles par un arc de cercle formant contre-courbe. Au fond de la cour, l'hôtel comporte trois étages au-dessus du rez-de-chaussée. À l'intérieur, on trouve des parquets à feuilles, des cheminées Louis XVI, une vaste cage d'escalier avec montée à large volée à retours directs à partir de larges paliers intermédiaires. Fait remarquable, la cage d'escalier part du rez de chaussée et monte jusqu'au troisième étage.

## Historique
L'hôtel semble avoir été construit à la fin de l'Ancien Régime, peu de temps avant la Révolution, par la famille Meilheurat.
Jean Claude Meilheurat, propriétaire et dame Michelle Colin, son épouse, demeurant au lieu de Magny, commune de La Chapelle-aux-Chasses, vendent le 27 juin 1802, devant Me Saulnier, notaire à Moulins, leur maison de ville à M. et Mme Jean Baptiste Mollot, qui demeurent au château des Louteaux, commune de Chézy, d'une famille originaire de Savoie.
Jean Baptiste Mollot décède en 1804 laissant son épouse propriétaire de la demeure. Sa veuve, Antoinette Michèle Curial, dame d'Auzon (1779-1847), sœur du général comte Curial, pair de France, premier chambellan du roi, épouse en deuxièmes noces en 1807 François Charrier (1780-1859), sous-préfet, anobli en 1816 avec le titre de chevalier, auditeur au Conseil d'État, maire de Moulins, président du Conseil général, veuf de Melle de Fradel, d'où une fille Clémentine Emmanuel Charrier (1816-1879) qui apporte l'hôtel aux Chabot au décès de sa mère. Elle avait épousé en 1837 Victor Chabot, sieur de Montchenin (1812-1886). Sous le Premier Empire, une partie de l'hôtel est louée au tribunal impérial. Deux enfants naissent de cette union : Abel et Marie.
M. et Mme Victor Chabot voulurent se rapprocher du centre de Moulins et se portèrent acquéreur en 1859 de l'hôtel Montperroux qui devint par la suite l'hôtel Benoid-Pons (43 rue de Paris) ; ils se séparèrent, en 1862, de leur héritage au bénéfice de Stéphanie Louise de Chabrol de Tournoëlle, veuve de Christophe Aimé Marchand des Marans. Mais, se ravisant en 1878, ils le rachetèrent.
L'héritier est Abel Chabot (1839-1922). C'est lui qui marque fortement l'hôtel par sa présence. Avocat de formation, fort érudit, poète à ses heures, grand collectionneur d'objets d'art (il crée un petit musée de serrures anciennes). À la tête d'une grosse fortune, il fait de grands travaux de rénovation à sa demeure lui redonnant son lustre d'origine, avec une replantation du jardin d'arbustes et de plantes d'essences rares (avec l'aide et les conseils de Paul Anacharsis Doumet, propriétaire du domaine de Balaine, grand ami de la famille). Bienfaiteur de son ami l'évêque de Moulins, Mgr de Dreux-Brézé, qu'il aida par de nombreux dons pour la construction de la cathédrale et à qui il offrit une des cloches frappée de ses armes et baptisée Irène, prénom de son épouse, M. et Mme Abel Chabot étaient très mondains et recevaient chez eux toute la haute société de la région : ecclésiastiques, savants, écrivains…
Sans enfant, il teste en faveur de sa nièce la vicomtesse de Durat (1864-1947), fille unique de sa sœur Mme Benoid-Pons de Fréluc, en laissant l'usufruit à sa femme, qui y habita jusqu'en 1939. La vicomtesse de Durat procéda à un partage anticipé, en 1936, de tous ses biens, entre autres de l'hôtel Chabot, qui fut attribué à sa fille ainée la comtesse Fulcran de Roquefeuil et s'en garda la jouissance jusqu'à son décès en 1947.
C'est dés cette époque que cette belle maison de ville fut délaissée. A la fin de la Seconde Guerre mondiale, l'hôtel est réquisitionné. Il est occupé par des bureaux de la SNCF, puis par une école communale jusqu'au début des années 1960. La famille de Roquefeuil en prend la pleine propriété en 1947 ; l'immeuble est en très mauvais état. Ils se battent pour éviter sa destruction promise par la municipalité qui veut faire passer un boulevard à la place. Après plus de 10 ans de lutte, ayant eu gain de cause, le dernier fils de l'héritière et son épouse, le comte et la comtesse François de Roquefeuil entreprennent la rénovation complète de leur demeure en 1969 et permettent ainsi sa sauvegarde.
L'hôtel est inscrit partiellement au titre des monuments historiques par arrêté du 27 février 1963.

## Protection
Éléments protégés : les façades et les toitures de l'hôtel et des communs, l'escalier intérieur de l'hôtel, le portail sur rue, le sol de la cour, la terrasse sud et sa clôture.

## Galerie

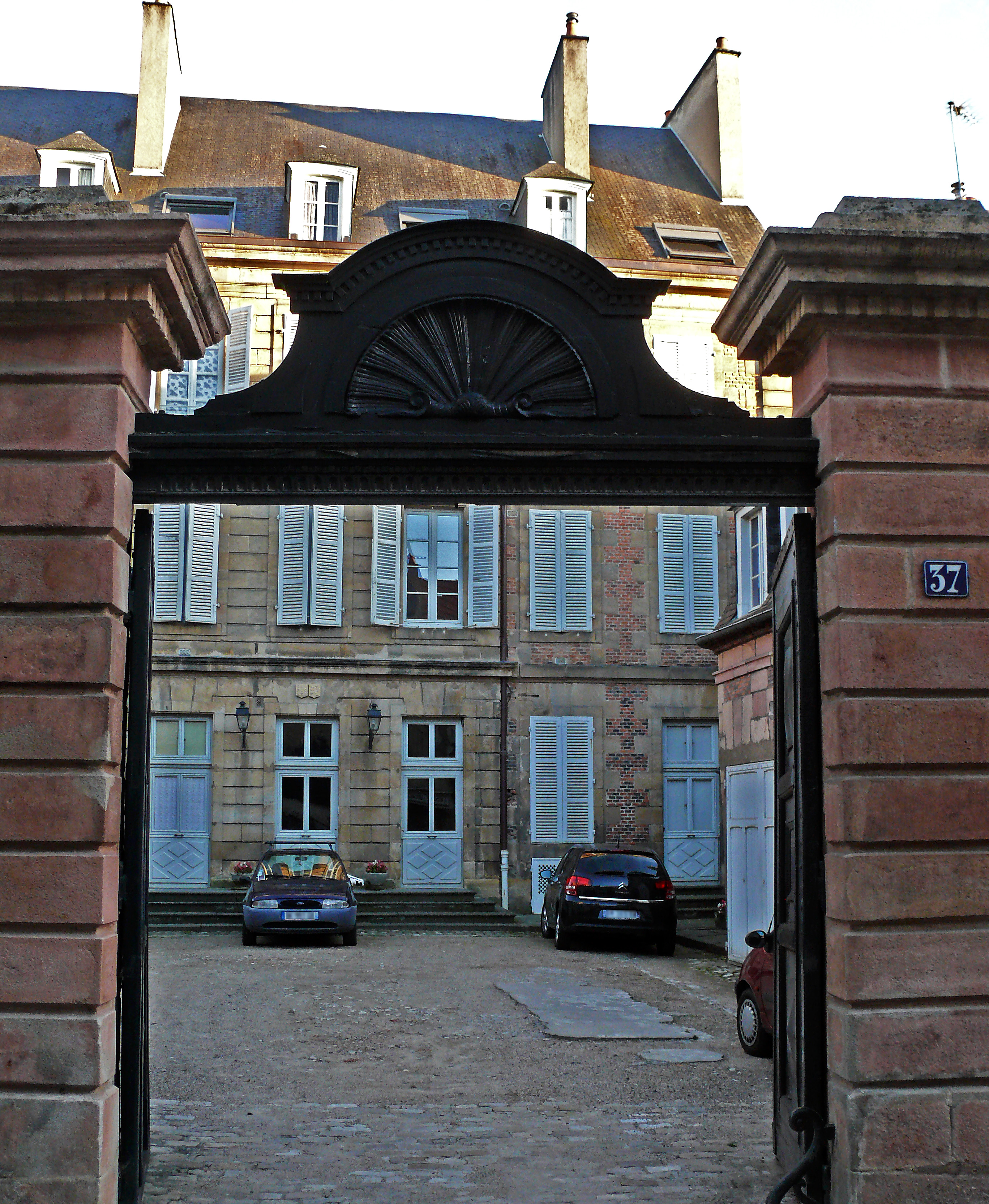
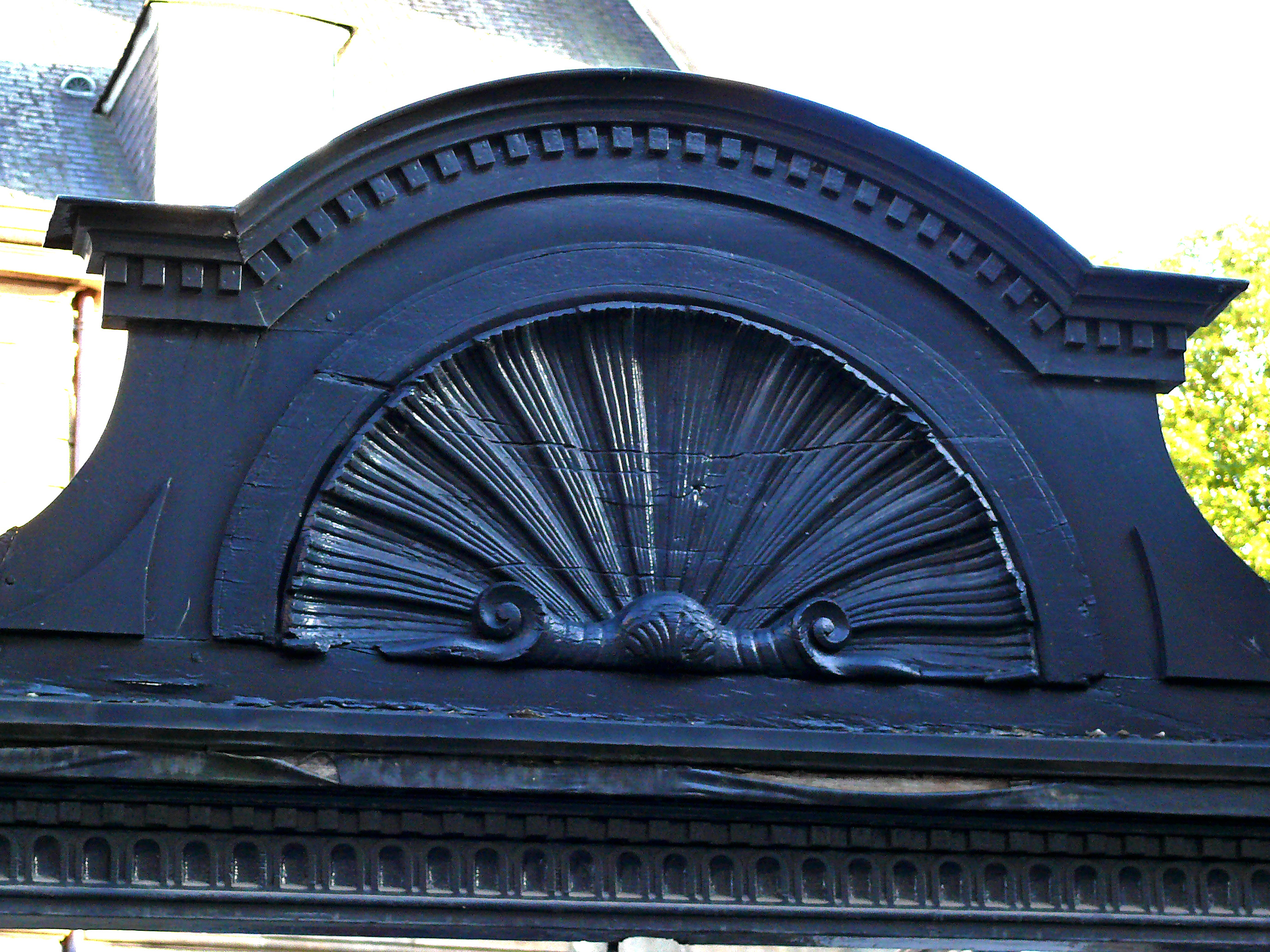
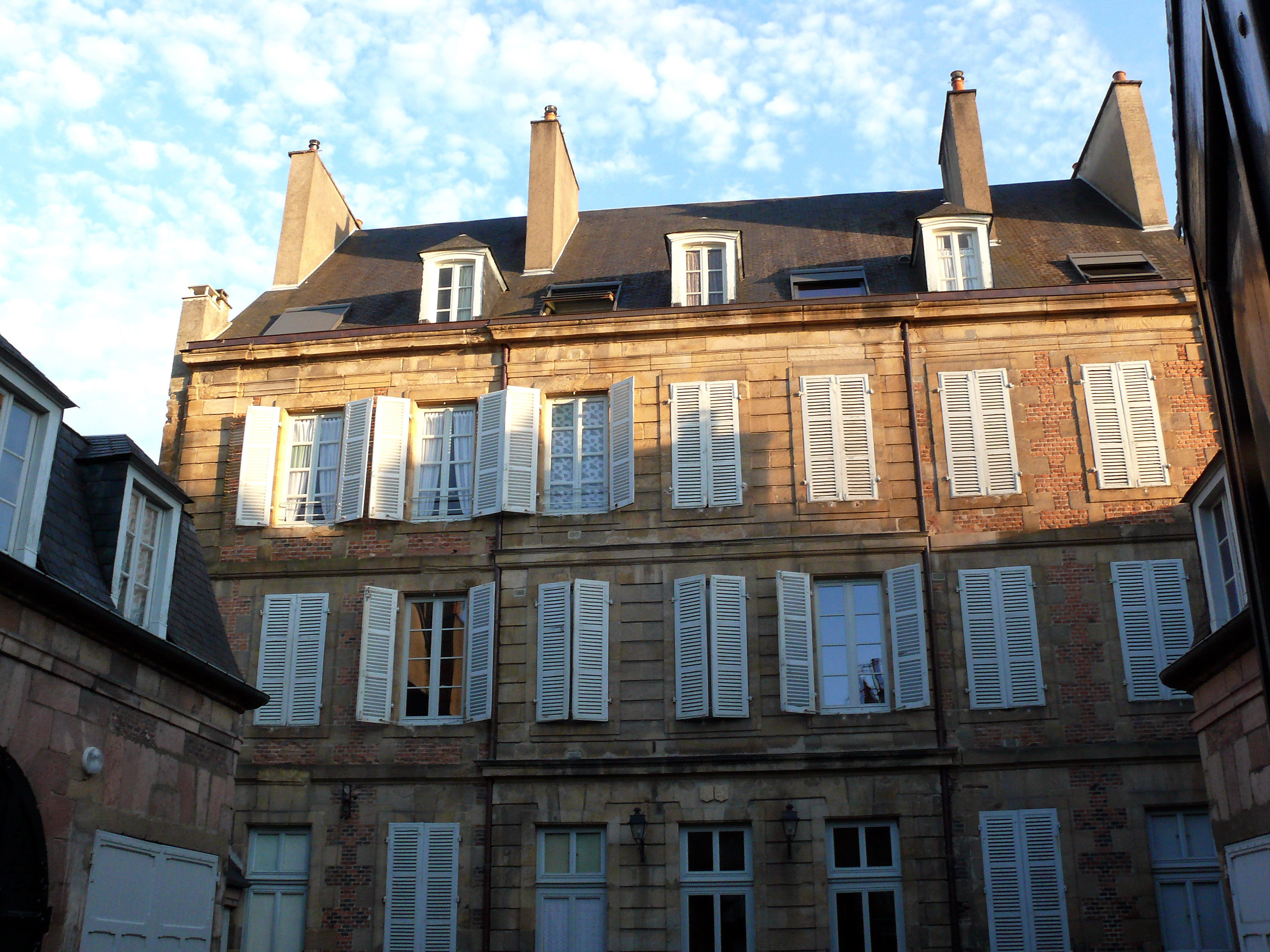